# Cut Meutia
Cut Meutia là dịch vụ tàu hỏa chở hành khách hiện đang hoạt động ở huyện Bắc Aceh, tỉnh Aceh, Indonesia. Nó bắt đầu vào năm 2016 và hiện chỉ phục vụ ba ga đường sắt trong huyện, với kế hoạch mở rộng ra ba nhà ga khác. Đây là dịch vụ tàu hỏa đang hoạt động duy nhất ở Indonesia chạy trên đường ray khổ tiêu chuẩn 1,435 mm và là dịch vụ tàu hỏa hoạt động duy nhất ở Aceh.

## Lịch sử
Đường sắt hoạt động ở Aceh từ thời Đông Ấn Hà Lan, nối Banda Aceh với Langkat ở Bắc Sumatra. Tuy nhiên, tuyến đã ngừng hoạt động vào năm 1982, khiến Aceh không có dịch vụ tàu hỏa hoạt động và các nhà ga và đường sắt có dấu hiệu xuống cấp. Năm 1996, nỗ lực phát triển đường ray giữa Langkat và biên giới tỉnh Aceh dừng lại do khó khăn về kinh phí sau khi lắp đặt 2 km đường ray. Một đoạn khác dài 5 km được phát triển vào năm 2000, nhưng một lần nữa quá trình phát triển buộc dừng lại do thiếu nguồn tài chính.
Năm 2002, một thỏa thuận được ký kết giữa các thống đốc ở Sumatra nhằm quy hoạch lại mạng lưới đường sắt xuyên Sumatra, nối Aceh với các thành phố khác trên đảo. Sau trận động đất và sóng thần năm 2004, viện trợ tái thiết từ Pháp được chuyển đến thông qua SNCF; điều này bao gồm việc phát triển một đoạn đường ray dài 11,35 kilômét (7,05 mi) theo khổ tiêu chuẩn 1.435 mm thay vì khổ 1.067 mm được sử dụng ở những nơi khác tại Indonesia. Chạy thử nghiệm bắt đầu vào ngày 1 tháng 12 năm 2013, với các tuyến đường từ Krueng Mane gần Bireuën đến Krueng Geukueh gần Lhokseumawe qua Bungkaih. Do thiếu hành khách, cuộc thử nghiệm bị tạm dừng vào tháng 7 năm 2014.
Vào ngày 3 tháng 11 năm 2016, dịch vụ được mở lại và đặt tên là Cut Meutia theo tên nữ anh hùng dân tộc Cut Nyak Meutia. Kereta Api Indonesia điều hành dịch vụ. Tính đến năm 2023, nó được phân loại là dịch vụ "mở đường", một trong năm tuyến đang hoạt động tại Indonesia vào thời điểm đó. Đây hiện là đoạn đường sắt duy nhất đang hoạt động trong tỉnh, và là đoạn duy nhất trong cả nước chạy trên khổ đường ray 1.435 mm.

### Mở rộng tương lai
Quá trình phát triển đang được tiến hành trên phần mở rộng 10,1 kilômét (6,3 mi) của dịch vụ đến các nhà ga Kutablang và Geurugok đã hoàn thành ở huyện Bireuën. Một phần mở rộng 8 kilômét (5,0 mi) khác đến Paloh đang trong giai đoạn lập kế hoạch. Trong bối cảnh phát triển toàn bộ hệ thống xuyên Sumatra, đường ray 1.435 mm được lên kế hoạch để đáp ứng đường ray 1.067 mm quốc gia tại Kutablang và kế hoạch phát triển đường sắt 1.435 mm sẽ được giới hạn ở tuyến đường Kutablang – Lhokseumawe tách rời từ tuyến tàu chính.

## Đầu máy toa xe và dịch vụ
Tàu hỏa có hai toa với sức chứa 192 hành khách, toàn bộ chuyến đi kéo dài trong 32 phút. Đầu máy toa xe diesel sản xuất bởi PT INKA.
Kể từ năm 2022, giá vé tàu là 2.000 Rupiah, với nhiều chuyến mỗi ngày vào buổi sáng và buổi chiều. Do giá vé thấp và quãng đường di chuyển ngắn, nó thường được người dân địa phương sử dụng như một phương tiện giải trí, đặc biệt là học sinh. Dịch vụ này hiện được chính phủ Indonesia trợ cấp, nhận được 18,8 tỷ Rp (~ 1,2 triệu USD) vào năm 2021. Dịch vụ báo cáo có 32.936 hành khách trong năm 2022.